# Deutsch-Französische Jahrbücher

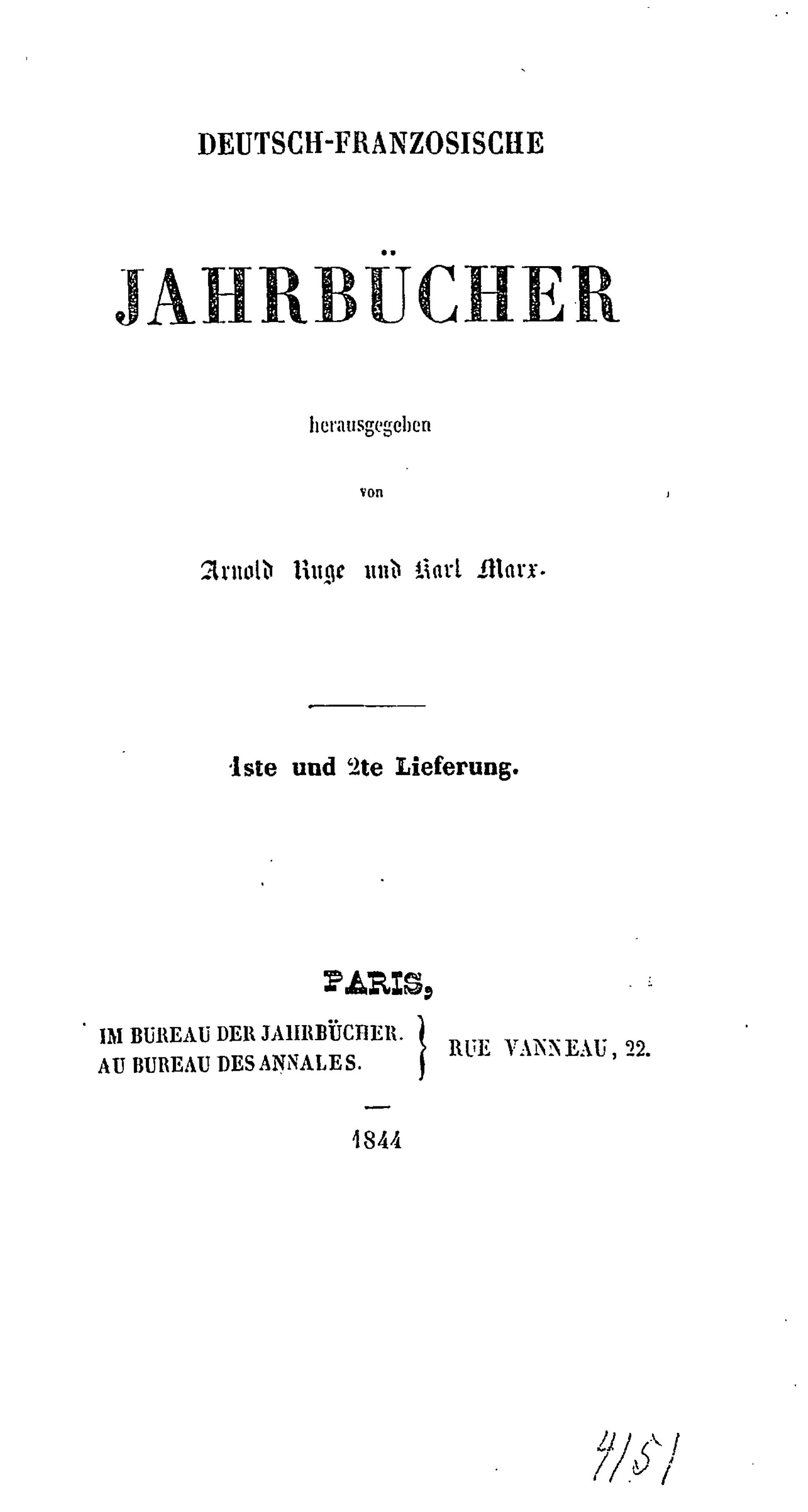
Titelblatt der Deutsch-Französischen Jahrbücher

Die Deutsch-Französischen Jahrbücher waren eine von Arnold Ruge und Karl Marx herausgegebene oppositionelle Pariser Zeitschrift. Die einzige veröffentlichte Ausgabe der Schriftenreihe erschien im Februar 1844 als Doppelausgabe in Paris. Die Ausgabe beinhaltete unter anderem Briefe von Marx, Ruge, Ludwig Feuerbach, Moses Heß und Michail Bakunin, Marx Schriften Zur Judenfrage und Einleitung zur Kritik der Hegelschen Rechtsphilosophie, Friedrich Engels’ Umrisse zu einer Kritik der Nationalökonomie sowie ein Gedicht Heinrich Heines.

## Inhalt
- Plan der deutsch-französischen Jahrbücher von Arnold Ruge.
- Ein Briefwechsel von 1843[1]
- Lobgesänge auf König Ludwig von Heinrich Heine
- Urtheil des Ober-Appellations-Senats, in der wider den Dr. Johann Jacoby geführten Untersuchung wegen Hochverrats, Majestätsbeleidigung und frechen unehrerbietigen Tadels der Landesgesetze, mitgetheilt von Dr. Johann Jacoby.
- Zur Kritik der Hegel'schen Rechtsphilosophie von K. Marx.
- Umrisse zu einer Kritik der Nationalökonomie von Friedrich Engels in Manchester
- Briefe aus Paris von M. Hess
- Schlussprotokoll der Wiener Ministerial-Konferenz vom 12. Juny 1834, mit dem Einleitungs- und Schlussvortrage des Fürsten Metternich, nebst einer rühmlichen Nachrede von Ferdinand Coelestin Bernays
- Verrat! von Georg Herwegh
- Die Lage Englands, von Friedrich Engels in Manchester, Past and Present by Thomas Carlyle
- Zur Judenfrage von K. Marx.

1. Bruno Bauer: Die Judenfrage. Braunschweig 1843.
2. Die Fähigkeit der Juden und Christen frei zu werden. Von Bruno Bauer. (Ein und zwanzig Bogen), S. 56–8l.

- Zeitungsschau

## Nachdrucke
- Deutsch-Französische Jahrbücher. Rudolf Liebing, Leipzig 1925
- Deutsch-Französische Jahrbücher. Rodopi, Amsterdam 1965
- Deutsch-Französische Jahrbücher. Wissenschaftliche Buchgesellschaft, Darmstadt 1967
- Deutsch-Französische Jahrbücher. Reclam, Leipzig 1973 (Reclams Universal-Bibliothek. Philosophie 542)
- Deutsch-Französische Jahrbücher. Röderberg, Frankfurt am Main 1982

## Texte
- Deutsch-Französische Jahrbücher. Hrsg. von Arnold Ruge und Karl Marx. Paris 1844 Erstausgabe (google books)
- Marx: Briefe aus den Deutsch-Französischen Jahrbüchern. MEW Bd. 1, S. 337–346
- Marx: Zur Judenfrage MEW Bd. 1, S. 347–377,
- Marx: Zur Kritik der Hegelschen Rechtsphilosophie. Einleitung, MEW Bd. 1, S. 378–391
- Engels: Umrisse zu einer Kritik der Nationalökonomie. MEW Bd. 1, S. 499–524
- Engels: Die Lage Englands. MEW Bd. 1, S. 525–549
- Heß: Briefe aus Paris
- Heine: Lobgesänge auf König Ludwig
- Deutsch-Französische Jahrbücher auf marxists.org (englisch)